# Jacques Darnaudat
Pour les articles homonymes, voir Darnaudat.
Jacques Henri Darnaudat est un homme politique français né le 8 novembre 1827 à Bagnères-de-Bigorre (Hautes-Pyrénées) et décédé le 1er juillet 1901 à Guéthary (à l'époque Basses-Pyrénées aujourd'hui Pyrénées-Atlantiques).

## Biographie
Petit-fils du général Henri Pierre Darnaudat, il est avocat à Tarbes et un opposant orléaniste au Second Empire. Il est député des Hautes-Pyrénées de 1876 à 1879, siégeant à droite.

## Sources
- « Jacques Darnaudat », dans Adolphe Robert et Gaston Cougny, Dictionnaire des parlementaires français, Edgar Bourloton, 1889-1891 [détail de l’édition]
- « Jacques Darnaudat », dans le Dictionnaire des parlementaires français (1889-1940), sous la direction de Jean Jolly, PUF, 1960 [détail de l’édition]